# Laurențiu Lică
Laurențiu Lică (ur. 11 lutego 1980) – rumuński siatkarz, grający na pozycji atakującego. 
Po ukończonym sezonie 2022/2023 postanowił zakończyć siatkarską karierę.

## Sukcesy klubowe

### Jako siatkarz
Mistrzostwo Rumunii:
- 2009, 2016, 2018[2]
- 2003, 2004, 2005, 2017, 2020
- 2014, 2015, 2019, 2021, 2022[3], 2023[4]

Puchar Rumunii:
- 2004, 2005, 2009, 2018, 2023

Puchar Francji:
- 2008

Puchar Challenge:
- 2009

### Jako trener
Mistrzostwo Rumunii:
- 2024[5]
- 2025[6]

Puchar Rumunii:
- 2025[7]